# Cyclosorus conspersus
Cyclosorus conspersus är en kärrbräkenväxtart som först beskrevs av Heinrich Adolph Schrader, och fick sitt nu gällande namn av Mazumdar och Mukhop. Cyclosorus conspersus ingår i släktet Cyclosorus och familjen Thelypteridaceae. Inga underarter finns listade.